# Liste des albums musicaux numéro un au Billboard 200 en 2014
Cette page présente les albums musicaux numéro 1 chaque semaine en 2014 au Billboard 200, le classement officiel des ventes d'albums aux États-Unis établi par le magazine Billboard. Les cinq meilleures ventes annuelles sont également listées.

## Classement hebdomadaire
| Date         | Artiste(s)                      | Titre                                                                                            | Référence |
| ------------ | ------------------------------- | ------------------------------------------------------------------------------------------------ | --------- |
| 4 janvier    | Beyoncé                         | Beyoncé                                                                                          |           |
| 11 janvier   | Beyoncé                         | Beyoncé                                                                                          |           |
| 18 janvier   | Divers artistes                 | Frozen: Original Motion Picture Soundtrack (Bande originale du film La Reine des neiges)         |           |
| 25 janvier   | Divers artistes                 | Frozen: Original Motion Picture Soundtrack (Bande originale du film La Reine des neiges)         |           |
| 1er février  | Bruce Springsteen               | High Hopes                                                                                       |           |
| 8 février    | Divers artistes                 | Frozen: Original Motion Picture Soundtrack (Bande originale du film La Reine des neiges)         |           |
| 15 février   | Divers artistes                 | Frozen: Original Motion Picture Soundtrack (Bande originale du film La Reine des neiges)         |           |
| 22 février   | Divers artistes                 | Now That's What I Call Music! 49 (Compilation)                                                   |           |
| 1er mars     | Eric Church                     | The Outsiders                                                                                    |           |
| 8 mars       | Divers artistes                 | Frozen: Original Motion Picture Soundtrack (Bande originale du film La Reine des neiges)         |           |
| 15 mars      | Schoolboy Q                     | Oxymoron                                                                                         |           |
| 22 mars      | Rick Ross                       | Mastermind                                                                                       |           |
| 29 mars      | Divers artistes                 | Frozen: Original Motion Picture Soundtrack (Bande originale du film La Reine des neiges)         |           |
| 5 avril      | Divers artistes                 | Frozen: Original Motion Picture Soundtrack (Bande originale du film La Reine des neiges)         |           |
| 12 avril     | Divers artistes                 | Frozen: Original Motion Picture Soundtrack (Bande originale du film La Reine des neiges)         |           |
| 19 avril     | Divers artistes                 | Frozen: Original Motion Picture Soundtrack (Bande originale du film La Reine des neiges)         |           |
| 26 avril     | Divers artistes                 | Frozen: Original Motion Picture Soundtrack (Bande originale du film La Reine des neiges)         |           |
| 3 mai        | Divers artistes                 | Frozen: Original Motion Picture Soundtrack (Bande originale du film La Reine des neiges)         |           |
| 10 mai       | Divers artistes                 | Frozen: Original Motion Picture Soundtrack (Bande originale du film La Reine des neiges)         |           |
| 17 mai       | Divers artistes                 | Frozen: Original Motion Picture Soundtrack (Bande originale du film La Reine des neiges)         |           |
| 24 mai       | Divers artistes                 | Now That's What I Call Music! 50 (Compilation)                                                   |           |
| 31 mai       | The Black Keys                  | Turn Blue                                                                                        |           |
| 7 juin       | Coldplay                        | Ghost Stories                                                                                    |           |
| 14 juin      | Coldplay                        | Ghost Stories                                                                                    |           |
| 21 juin      | Miranda Lambert                 | Platinum                                                                                         |           |
| 28 juin      | Jack White                      | Lazaretto                                                                                        |           |
| 5 juillet    | Lana Del Rey                    | Ultraviolence                                                                                    |           |
| 12 juillet   | Ed Sheeran                      | x                                                                                                |           |
| 19 juillet   | Trey Songz                      | Trigga                                                                                           |           |
| 26 juillet   | Sia                             | 1000 Forms of Fear                                                                               |           |
| 2 août       | Weird Al Yankovic               | Mandatory Fun                                                                                    |           |
| 9 août       | 5 Seconds of Summer             | 5 Seconds of Summer                                                                              |           |
| 16 août      | Tom Petty and the Heartbreakers | Hypnotic Eye                                                                                     |           |
| 23 août      | Divers artistes                 | Guardians of the Galaxy: Awesome Mix Vol. 1 (Bande originale du film Les Gardiens de la Galaxie) |           |
| 30 août      | Divers artistes                 | Guardians of the Galaxy: Awesome Mix Vol. 1 (Bande originale du film Les Gardiens de la Galaxie) |           |
| 6 septembre  | Wiz Khalifa                     | Blacc Hollywood                                                                                  |           |
| 13 septembre | Ariana Grande                   | My Everything                                                                                    |           |
| 20 septembre | Maroon 5                        | V                                                                                                |           |
| 27 septembre | Lecrae                          | Anomaly                                                                                          |           |
| 4 octobre    | Barbra Streisand                | Partners                                                                                         |           |
| 11 octobre   | Tony Bennett et Lady Gaga       | Cheek to Cheek                                                                                   |           |
| 18 octobre   | Blake Shelton                   | Bring Back the Sunshine                                                                          |           |
| 25 octobre   | Jason Aldean                    | Old Boots, New Dirt                                                                              |           |
| 1er novembre | Florida Georgia Line            | Anything Goes                                                                                    |           |
| 8 novembre   | Slipknot                        | .5: The Gray Chapter                                                                             |           |
| 15 novembre  | Taylor Swift                    | 1989                                                                                             |           |
| 22 novembre  | Taylor Swift                    | 1989                                                                                             |           |
| 29 novembre  | Taylor Swift                    | 1989                                                                                             |           |
| 6 décembre   | One Direction                   | Four                                                                                             |           |
| 13 décembre  | Taylor Swift                    | 1989                                                                                             |           |
| 20 décembre  | Taylor Swift                    | 1989                                                                                             |           |
| 27 décembre  | J. Cole                         | 2014 Forest Hills Drive                                                                          |           |

## Classement annuel
Les 5 meilleures ventes d'albums de l'année aux États-Unis selon Billboard :
1. Divers artistes - Frozen: Original Motion Picture Soundtrack
2. Beyoncé - Beyoncé
3. Taylor Swift - 1989
4. One Direction - Midnight Memories
5. Eminem - The Marshall Mathers LP 2